# Talara albipars
Talara albipars là một loài bướm đêm thuộc phân họ Arctiinae, họ Erebidae.